# Ngawang Nyendrak
Ngawang Nyendrag (1746-1824) was een Tibetaans geestelijke.
Hij was de zesenzestigste Ganden tripa van 1807 tot 1814 en daarmee de hoofdabt van het klooster Ganden en hoogste geestelijke van de gelugtraditie in het Tibetaans boeddhisme.
Ngawang Nyendrag werd in 1746 geboren in Jakhyung in Amdo. Op 10-jarige leeftijd werd hij toegelaten tot het plaatselijke Jakhyungklooster en ingewijd door Dowa Khenchen Ngawang Dondrub.
Op aanraden van zijn oom Chakyung Ngawang Chödrag, de 58e Ganden tripa (1707-1778), ging Ngawang in 1763 op 18-jarige leeftijd naar Lhasa. Hij ging studeren aan het Sera Je college van het Seraklooster. Later werd hij "Chodze", een titel die letterlijk betekent "religieuze daden", die wordt gehouden door monniken die zijn vrijgesteld van algemene werkzaamheden op grond van donaties die aan de kloostergemeenschap zijn gedaan. 
Ngawang Nyendrag begon zijn studie met logica en schrijfkunst, en vervolgde met Abhisamayālaṃkāra, Madhyamaka, Abhidharmakośa, Pramāṇavārttika en Vinaya, de vijf belangrijke onderwerpen van het Gelug-curriculum. In 1774 legde hij op 29-jarige leeftijd de volledige gelofte voor monniken af bij de zesde Pänchen lama, Lobsang Pälden Yeshe (1738-1780).
In 1777 deed hij na bijna 15 jaar studie het traditionele examen tijdens het grote Mönlam gebedsfestival in Lhasa, en kreeg de titel van Geshe Lharampa. Aansluitend ging hij naar het Gyume-college voor een tantrastudie, en in 1781 werd hij benoemd tot leermeester aan het college.
Ngawang Nyendrag studeerde bij een aantal leraren van hoog aanzien, onder andere Yeshe Gyaltsen (1713-1793) die het Tsechokling klooster stichtte, en Geleg Gyaltsen (1720-1799), de 22e abt van Chamdo Jampaling.
In 1785 werd Ngawang Nyendrag benoemd tot zangleider van het Gyume-college, en na zeven jaar tot abt. Ook was hij abt van het Ngari Todhingklooster en in 1803 van het Jangtse-college van het Gandenklooster. 
In 1807 werd hij op 62-jarige leeftijd de 66e Ganden tripa, wat hij gedurende de gebruikelijke termijn van zeven jaar bleef, tot 1813. In deze periode gaf hij onderwijs en leidde religieuze ceremonies. Trichen Ngawang Nyendrag was ook de belangrijkste tutor van de 9e Dalai lama Lungtok Gyatso (1805-1815) en van de 10e, Tsultrim Gyatso (1816-1837).
Trichen Ngawang Nyendrag onderwees ook de 7e Pänchen lama, Pälden Tenpey Nyima (1781-1854); de derde Jamyang Zhepa Kunkyen Jigme Gyatso (1792-1855); de vijfde Jebtsundamba Khutuktu van Mongolië, Losang Tsultrim Jikmey (1815-1841); en de 7e Kirti, Kunga Chopak Tubten Nyima (1797-1848).
Na zijn ambtstermijn leefde hij nog ruim 10 jaar, en overleed in 1824 op de leeftijd van 79 jaar. Zijn crematie met nirvana-gebeden werd gedaan volgens de traditionele riten.